# 野球リーグ一覧
野球リーグ一覧（やきゅうリーグいちらん）
世界の主な野球リーグの一覧。

## アジア

### 日本
プロ野球リーグ
- 日本野球機構（NPB）
  - セントラル・リーグ
  - パシフィック・リーグ
    - イースタン・リーグ
    - ウエスタン・リーグ

独立リーグ
- 日本独立リーグ野球機構
  - 四国アイランドリーグplus
  - ベースボール・チャレンジ・リーグ
  - 九州アジアリーグ
  - 北海道フロンティアリーグ
  - 日本海リーグ
- 関西独立リーグ
- 北海道ベースボールリーグ

### 東アジア（日本以外）
- KBOリーグ（ 韓国）
  - KBOフューチャーズリーグ（ 韓国）
- 京畿道リーグ（朝鮮語版）（ 韓国）
- 中華職業棒球大聯盟（ 台湾）
  - 中華職業棒球大聯盟二軍季賽（ 台湾）
- 中国野球リーグ（ 中国）
- 香港ベースボールオープンリーグ（ 香港特別行政区）

アマチュア野球リーグ
- ポップコーンリーグ（ 台湾）

### その他のアジア
- ジャパンウィンターリーグ（ 日本）
- フィリピンベースボールリーグ（ フィリピン）
- タイ王国ベースボールリーグ（ タイ）
- インドネシア・ベースボールリーグ（ インドネシア）
- マレーシアナショナルベースボールリーグ（ マレーシア）
- ナショナルベースボールクラブカップ（ ベトナム）
- ラオ・ベースボールリーグ（ ラオス）
- カンボジア野球リーグ（ カンボジア）
- ブータン・アマチュア・ベースボールリーグ（ ブータン）
- イスラエル野球リーグ（ イスラエル）
- イラン・ベースボール・リーグ（ イラン）
- イラク全国野球リーグ（ イラク）
- ベースボール・ユナイテッド（ インド・ パキスタン・ アラブ首長国連邦）

## アメリカ大陸
メジャーリーグ
- メジャーリーグベースボール（ アメリカ合衆国・ カナダ）
  - アメリカン・リーグ
  - ナショナル・リーグ
- マイナーリーグ
  - AAA（3A、トリプルA）
    - インターナショナルリーグ（ アメリカ合衆国）
    - パシフィックコーストリーグ（ アメリカ合衆国）

  - AA（2A、ダブルA）
    - テキサスリーグ（ アメリカ合衆国）
    - イースタンリーグ（ アメリカ合衆国）
    - サザンリーグ（ アメリカ合衆国）

  - ハイA（A+）
    - ミッドウェストリーグ（ アメリカ合衆国）
    - サウス・アトランティックリーグ（ アメリカ合衆国）
    - ノースウェストリーグ（ アメリカ合衆国・ カナダ）

  - ローA（A）
    - カロライナ・リーグ（ アメリカ合衆国）
    - フロリダ・ステート・リーグ（ アメリカ合衆国）
    - カリフォルニアリーグ（ アメリカ合衆国）

  - ルーキー
    - アリゾナ・コンプレックスリーグ（ アメリカ合衆国）
    - フロリダ・コンプレックスリーグ（ アメリカ合衆国）
    - ドミニカン・サマーリーグ（ ドミニカ共和国）

  - 教育リーグ
    - アリゾナ・フォールリーグ（ アメリカ合衆国）

ラテンアメリカ
- セリエ・ナシオナル・デ・ベイスボル（ キューバ）
- キューバ・エリート・リーグ（英語版）（ キューバ）
- リーガ・メヒカーナ・デ・ベイスボル（ メキシコ）
- リーガ・メヒカーナ・デル・パシフィコ（ メキシコ）
- リーガ・デ・ベイスボル・プロフェシオナル・デ・ラ・レプブリカ・ドミニカーナ（ ドミニカ共和国）
- リーガ・デ・ベイスボル・プロフェシオナル・ロベルト・クレメンテ（ プエルトリコ）
- リーガ・マヨール・デ・ベイスボル・プロフェシオナル（英語版）（ ベネズエラ）
- リーガ・ベネソラーナ・デ・ベイスボル・プロフェシオナル（ ベネズエラ）
- リーガ・デ・ベイスボル・デ・パナマ（ パナマ）
- リーガ・コロンビアーナ・デ・ベイスボル・プロフェシオナル（ コロンビア）
- リーガ・ニカラグエンセ・デ・ベイスボル・プロフェシオナル（ ニカラグア）
- リーガ・デ・ベイスボル・デル・アルバ（ アルバ）
- キュラソー・ナショナルチャンピオンシップ・AAリーグ（ キュラソー）
- アルゼンチン・ベースボール・リーグ（ アルゼンチン）

独立リーグ
- アトランティックリーグ（ アメリカ合衆国）
- アメリカン・アソシエーション（ アメリカ合衆国・ カナダ）
- フロンティアリーグ（ アメリカ合衆国・ カナダ）
- パイオニアリーグ（ アメリカ合衆国）
- ペコス・リーグ ( アメリカ合衆国)
- エンパイアリーグ（英語版） ( アメリカ合衆国)
- ユナイテッドショアリーグ ( アメリカ合衆国)

アマチュアリーグ
- ブリティッシュコロンビア・プレミア・ベースボール・リーグ（ カナダ）
- インターカウンティ・ベースボール・リーグ（英語版）（ カナダ）

## ヨーロッパ
- ブリティッシュ・ベースボール・リーグ（ イギリス）
  - ナショナルリーグ
- ディヴィジオン・アン（ フランス）
- リーガ・エスパニョーラ・デ・ベイスボル（ スペイン）
  - ディビシオン・デ・オノール
  - プリメーラ・ディビシオン

- ヨーロッパ・ウィンターリーグ（カナリア諸島）

- セリエA（ イタリア・ サンマリノ）
- ホーフトクラッセ（ オランダ）
- フラームス・ベースボール・リーガ（ ベルギー）
- 野球ブンデスリーガ（ ドイツ）
- 野球ブンデスリーガ（ オーストリア）
- ナツィォナール・リーガ（ スイス）
- チェコ・エクストラリーガ（ チェコ）
- ポーランド・エクストラリーガ（ ポーランド）
- ポルトガル アトランティック ベースボール リーグ（ ポルトガル）
- ロシア野球リーグ（ ロシア）
- ウクライナ・ベースボール・リーグ（ ウクライナ）
- フルヴァツカ・ベースボール・リーガ（ クロアチア）
- アイリッシュ・ベースボール・リーグ（ アイルランド）
- エリートセリエン（ スウェーデン）
- フィンニッシュ・ベースボール・フェデレーション（ フィンランド）
- ラトビアン・ベースボール・フェデレーション（ ラトビア）
- ギリシャ・ベースボールリーグ（ ギリシャ）
- リトアニアンベースボールリーグ（ リトアニア）
- インターリーガ（ エストニア、 リトアニア、 ベラルーシ）

## オセアニア
- オーストラリアン・ベースボールリーグ（ オーストラリア、 ニュージーランド）
- グアム・メジャーリーグ（ グアム）
- パラオ・メジャーリーグ（ パラオ）

## アフリカ
- ケープタウン野球連盟メジャーリーグ（ 南アフリカ共和国）
- タンザニア野球リーグ（ タンザニア）
- ブルキナファソ野球ソフトボールリーグ（ ブルキナファソ）